# Publius Sempronius Sophus (consul en -268)
Pour les articles homonymes, voir Publius Sempronius Sophus.
Publius Sempronius Sophus est un homme politique romain du IIIe siècle av. J.-C., fils de Publius Sempronius Sophus (consul en 304 av. J.-C.).

## Biographie
En 268 av. J.-C., il est élu consul avec Appius Claudius Russus. Il s'empare d'Asculum capitale des Picentes  (aujourd'hui Ascoli Piceno, en Italie centrale). Un tremblement de terre survient au moment d'engager le combat, créant la panique des soldats dans les deux camps. Sempronius promet pour apaiser ce prodige de construire un temple dédié à Tellus et incite ses troupes à profiter de l'affolement de leurs adversaires pour attaquer. Pour cette victoire et la soumission des Picentes, Sempronius obtient un triomphe.
En 252 av. J.-C., il est censeur avec Manius Valerius Maximus, avec sévérité. Ils rayent seize sénateurs de la liste du Sénat. Ils punissent quatre cents jeunes chevaliers qui ont négligé d'ffectuer des travaux de fortifications qu'on leur avait ordonné, en les privant du cheval fourni par l'État (l'equus publicus) et en les rétrogradant dans la dernière classe de citoyens.
Un autre exemple de sévérite de Sempronius est la répudiation de son épouse, pour avoir assisté aux jeux sans l'avoir informé.